# Wildgrat
Wildgrat är ett berg i Österrike.   Det ligger i distriktet Imst och förbundslandet Tyrolen, i den västra delen av landet, 400 km väster om huvudstaden Wien. Toppen på Wildgrat är 2 971 meter över havet, eller 578 meter över den omgivande terrängen. Bredden vid basen är 7,5 km.
Terrängen runt Wildgrat är huvudsakligen mycket bergig. Närmaste större samhälle är Imst, 13,7 km norr om Wildgrat. 
I omgivningarna runt Wildgrat växer i huvudsak barrskog. Runt Wildgrat är det ganska glesbefolkat, med 35 invånare per kvadratkilometer.